# Bélgica en los Juegos Paralímpicos de París 2024
Bélgica estuvo representada en los Juegos Paralímpicos de París 2024 por un total de 29 deportistas, 21 hombres y ocho mujeres.

## Medallistas
El equipo paralímpico belga obtuvo las siguientes medallas:
| Nombre              | Deporte            | Evento                                     |
| ------------------- | ------------------ | ------------------------------------------ |
| Oro                 |                    |                                            |
| Léa Bayekula        | Atletismo          | 100 m T54 femenino                         |
| Léa Bayekula        | Atletismo          | 400 m T54 femenino                         |
| Maxime Carabin      | Atletismo          | 100 m T52 masculino                        |
| Maxime Carabin      | Atletismo          | 400 m T52 masculino                        |
| Michèle George      | Deportes ecuestres | Doma individual grado V mixto              |
| Michèle George      | Deportes ecuestres | Doma individual estilo libre grado V mixto |
| Laurens Devos       | Tenis de mesa      | Individual MS9 masculino                   |
| Plata               |                    |                                            |
| Peter Genyn         | Atletismo          | 100 m T51 masculino                        |
| Ewoud Vromant       | Ciclismo en pista  | Persecución individual C2 masculino        |
| Ewoud Vromant       | Ciclismo en ruta   | Contrarreloj C2 masculino                  |
| Maxime Hordies      | Ciclismo en ruta   | Contrarreloj H1 masculino                  |
| Bronce              |                    |                                            |
| Peter Genyn         | Atletismo          | 200 m T51 masculino                        |
| Jonas Van de Steene | Ciclismo en ruta   | Contrarreloj H4 masculino                  |
| Tim Celen           | Ciclismo en ruta   | Contrarreloj T1-2 masculino                |